# Laurasichersis relicta
Laurasichersis relicta — викопний вид черепах родини Sichuanchelyidae. Описаний у 2020 році. Існував на межі крейдового періоду та палеоцену.

## Скам'янілості
Скам'янілі рештки виду знайдені у муніципалітеті Беррю департаменту Марна на півночі Франції. Були виявлені численні фрагменти карапакса.

## Опис
Черепаха сягала 60 см завдовжки. Як і інші примітивні рептилії, вона не могла втягнути шию в свій панцир, щоб сховати голову від хижаків. Проте черепаха розробила інші захисні механізми — її шия, ноги та хвіст були вкриті твердими колючками.